# سفين تسيغلر
سفين تسيغلر (بالألمانية: Sven Ziegler)‏ هو لاعب هوكي الجليد ألماني، ولد في 1 يوليو 1994 في نورنبرغ في ألمانيا.

## وصلات خارجية
- سفين تسيغلر على موقع EliteProspects.com (الإنجليزية)
- سفين تسيغلر على موقع HockeyDB.com (الإنجليزية)